# 연방주

여러 유형의 연방주가 현대의 연방제 국가의 다수 지역(녹색)에 존재한다.

연방주(聯邦州)는 연방제 국가를 구성하는 행정 구역을 가리킨다. 이들 행정 구역은 연방제를 채택하고 있는 주권국에 따라 다르지만 연방 정부 아래에서 독자적인 지방 정부와 지방 의회, 독자적인 헌법을 보유하고 있다.

## 연방주를 보유하고 있는 국가
- 러시아:22개 공화국, 46개 (구소련)주, 9개 지방, 1개 자치주, 4개 자치구, 3개 연방시(모스크바 포함)
- 캐나다: 10개 주, 3개 준주
- 미국: 50개 주, 1개 특별구
- 브라질: 26개 주, 1개 연방구
- 나이지리아: 36개 주, 1개 연방 수도 지구
- 남수단: 10개 주
- 네팔: 18개 구
- 독일: 16개 주
- 말레이시아: 13개 주, 3개 연방 직할구
- 멕시코: 31개 주, 1개 연방구
- 미크로네시아 연방: 4개 주
- 베네수엘라: 23개 주, 1개 수도 지구, 1개 연방 속지
- 벨기에: 3개 지역, 3개 공동체
- 보스니아 헤르체고비나: 2개 구성체, 1개 행정구
- 세인트키츠 네비스: 2개 주
- 수단: 18개 주
- 스위스: 26개 주
- 아랍에미리트: 7개 토후국
- 아르헨티나: 23개 주, 1개 자치시
- 에티오피아: 9개 주, 2개 특별시
- 오스트레일리아: 6개 주, 2개 준주
- 오스트리아: 9개 주
- 이라크: 18개 주, 1개 자치구
- 인도: 28개 주, 7개 연방 직할지

- 코모로: 3개 섬
- 파키스탄: 4개 주, 2개 연방 직할 구역, 카슈미르에 위치한 2개 행정 구역

## 같이 보기
- 연방제
- 연방구